# Pegasus-Airlines-Flug 2193
Pegasus-Airlines-Flug 2193 (Flugnummer: PC2193) war ein planmäßiger Linienflug vom Flughafen Izmir zum Flughafen Istanbul-Sabiha Gökçen, auf dem am 5. Februar 2020 eine Boeing 737-800 während der Landung verunglückte. Bei dem Unfall der türkischen Billigfluggesellschaft Pegasus Airlines wurden drei Insassen getötet und 180 verletzt, 19 von ihnen schwer.
Es ist der schwerste Zwischenfall in der Geschichte von Pegasus Airlines. Gleichzeitig ist es der zweite Totalverlust einer Boeing 737-800 von Pegasus Airlines seit 2018.

## Flugzeug
Das verunglückte Flugzeug war eine Boeing 737-86J(WL), die elf Jahre alt und mit zwei Triebwerken vom Typ CFM International CFM56-7B24 ausgerüstet war. Die Maschine absolvierte am 23. Januar 2009 ihren Erstflug und wurde am 17. Februar 2009 an die ehemalige deutsche Fluggesellschaft Air Berlin ausgeliefert, die sie bis zum 2. März 2016 unter dem Kennzeichen D-ABKD betrieb. Am 11. Mai 2016 wurde die Maschine an Pegasus Airlines übergeben und von dieser bis zum Unfall unter dem Kennzeichen TC-IZK betrieben. Die Maschine befand sich seit Juni 2012 im Besitz der amerikanischen Leasinggesellschaft Aircastle.

## Wetterverhältnisse
Zum Zeitpunkt des Unfalls herrschten am Unfallort leichte Gewitter und Winde aus westnordwestlicher Richtung mit 22 Knoten mit Böen von bis zu 37 Knoten. Die Sichtweite betrug ca. sieben Kilometer, die Temperatur lag bei etwa 11 °C.

## Unfallhergang
Pegasus-Airlines-Flug 2193 sollte um 16:40 Uhr Ortszeit in Izmir starten und planmäßig um 17:45 Uhr auf dem Flughafen Istanbul-Sabiha Gökçen landen. Jedoch verzögerte sich der Abflug, da die Maschine bereits zu spät in Izmir eingetroffen war. Gegen 17:13 Uhr wurde die Maschine schließlich vom Gate zurückgeschoben und rollte zur Startbahn 16L, von der sie mit knapp 45-minütiger Verspätung um 17:23 Uhr abhob. Der Flug verlief zunächst ohne ungewöhnliche Vorkommnisse. Um 17:43 Uhr begann der Landeanflug auf Landebahn 06 des Flughafens Istanbul-Sabiha Gökçen. Flug 2193 war der letzte Flug, der auf Landebahn 06 landen sollte, bevor aufgrund des Windes die Landerichtung geändert werden sollte.
Während des Anfluges wurde die Crew über die aktuelle Windsituation und die Tatsache informiert, dass die Piloten der beiden Maschinen, die vor ihnen landen wollten, durchgestartet waren. Die höchstzulässige Rückenwindkomponente für die Boeing 737 beträgt 10 Knoten (20 km/h). Die Piloten landeten jedoch mit einem Rückenwind von 19 Knoten, in Böen 31 Knoten. Sie landeten außerdem auf einer nassen Landebahn, was die benötigte Landerollstrecke weiter verlängerte. Um 18:19 Uhr setzte die Maschine auf der Landebahn 06 auf, kam jedoch nicht mehr rechtzeitig zum Stehen und schoss mit einer Geschwindigkeit von etwa 63 Knoten (115 km/h) über das Landebahnende hinaus. Kurz darauf kollidierte sie zunächst mit einer Antenne des Instrumentenlandesystems, stürzte einen kleinen Abhang hinab und kollidierte mit der Flughafenmauer. Dadurch zerbrach sie in drei Teile und blieb kurz vor einer Schnellstraße außerhalb des Flughafengeländes liegen.
Aus den Mode-S-Daten des Transponders der Maschine geht hervor, dass die Maschine erst nach etwa 1950 m der 3000 m langen Landebahn mit einer Geschwindigkeit von etwa 130 Knoten (240 km/h) aufsetzte. Die verbliebene Landebahnlänge von rund 1000 m reichte nicht mehr aus, um die Maschine sicher abzubremsen.
Der Flughafen wurde nach dem Unfall zunächst geschlossen und andere Flüge zum Flughafen Istanbul umgeleitet.

## Opfer
Bei dem Unfall starben drei Passagiere. Alle 180 überlebenden Insassen wurden in Krankenhäuser gebracht, von ihnen befanden sich am Tag nach dem Unfall noch 179 in Behandlung, davon drei auf Intensivstationen.

## Ähnlicher Zwischenfall
Bereits einen Monat vor Flug 2193 kam am 7. Januar 2020 eine andere Pegasus Airlines Boeing 737-800 auf Flug PC747 bei der Landung auf dem Flughafen Istanbul-Sabiha Gökçen von der Landebahn ab. Bei diesem Zwischenfall herrschte ebenfalls schlechtes Wetter am Flughafen. Es gab keine Verletzten, die Maschine kehrte etwa drei Wochen nach dem Unfall in den Flugbetrieb zurück.